# Segunda División 1940-1941 (Spagna)
L'edizione 1940-41 della Segunda División fu il decimo campionato di calcio spagnolo di seconda divisione. Il campionato vide la partecipazione di 24 squadre. Il torneo fu diviso in 2 gruppi e le prime due di ogni gruppo avrebbero poi preso parte ai playoff i quali promossero due sole squadre. Le ultime di ogni gruppo retrocessero in Tercera División mentre le penultime disputarono i playout.

## Gruppo I
|  |     | Gruppo I            | Pt | G  | V  | N | P  | GF | GS | DR  |
|  | --- | ------------------- | -- | -- | -- | - | -- | -- | -- | --- |
|  | 1.  | Real Sociedad       | 34 | 22 | 16 | 2 | 4  | 73 | 39 | +34 |
|  | 2.  | Deportivo La Coruña | 33 | 22 | 14 | 5 | 3  | 75 | 26 | +49 |
|  | 3.  | Sporting Gijón      | 29 | 22 | 13 | 3 | 6  | 50 | 38 | +12 |
|  | 4.  | Racing Ferrol       | 26 | 22 | 11 | 4 | 7  | 49 | 36 | +13 |
|  | 5.  | Osasuna             | 24 | 22 | 11 | 2 | 9  | 44 | 45 | -1  |
|  | 6.  | Racing Santander    | 22 | 22 | 9  | 4 | 9  | 42 | 40 | +2  |
|  | 7.  | Salamanca UDS       | 18 | 22 | 6  | 6 | 10 | 32 | 46 | -14 |
|  | 8.  | Arenas Getxo        | 18 | 22 | 8  | 2 | 12 | 28 | 48 | -20 |
|  | 9.  | Real Unión          | 17 | 22 | 6  | 5 | 11 | 37 | 58 | -21 |
|  | 10. | Real Valladolid     | 16 | 22 | 7  | 2 | 13 | 39 | 50 | -11 |
|  | 11. | Barakaldo           | 16 | 22 | 5  | 6 | 11 | 41 | 57 | -16 |
|  | 12. | Real Avilés         | 11 | 22 | 2  | 7 | 13 | 27 | 54 | -27 |

## Gruppo II
|  |     | Gruppo II    | Pt | G  | V  | N | P  | GF | GS | DR  |
|  | --- | ------------ | -- | -- | -- | - | -- | -- | -- | --- |
|  | 1.  | Castellón    | 31 | 22 | 14 | 3 | 5  | 64 | 34 | +30 |
|  | 2.  | Granada      | 30 | 22 | 13 | 4 | 5  | 43 | 21 | +22 |
|  | 3.  | Levante      | 29 | 22 | 13 | 3 | 6  | 59 | 35 | +24 |
|  | 4.  | Girona       | 26 | 22 | 12 | 2 | 8  | 44 | 28 | +16 |
|  | 5.  | Malacitano   | 25 | 22 | 10 | 5 | 7  | 45 | 34 | +11 |
|  | 6.  | Xerez FC     | 23 | 22 | 9  | 5 | 8  | 32 | 38 | -6  |
|  | 7.  | Real Betis   | 23 | 22 | 10 | 3 | 9  | 45 | 33 | +12 |
|  | 8.  | Cadice       | 21 | 22 | 9  | 3 | 10 | 46 | 34 | +12 |
|  | 9.  | Sabadell     | 20 | 22 | 8  | 4 | 10 | 37 | 43 | -6  |
|  | 10. | Cartagena FC | 19 | 22 | 7  | 5 | 10 | 41 | 51 | -10 |
|  | 11. | Córdoba      | 9  | 22 | 3  | 3 | 16 | 27 | 69 | -42 |
|  | 12. | Badalona     | 8  | 22 | 3  | 2 | 17 | 21 | 84 | -63 |

## Playoff promozione
|  |    | Gruppo Promozione   | Pt | G | V | N | P | GF | GS | DR |
|  | -- | ------------------- | -- | - | - | - | - | -- | -- | -- |
|  | 1. | Granada             | 8  | 6 | 4 | 0 | 2 | 10 | 10 | 0  |
|  | 2. | Real Sociedad       | 6  | 6 | 3 | 0 | 3 | 15 | 11 | +4 |
|  | 3. | Deportivo La Coruña | 6  | 6 | 3 | 0 | 3 | 15 | 11 | +4 |
|  | 4. | Castellón           | 4  | 6 | 2 | 0 | 4 | 9  | 17 | -8 |

## Playoff
| Real Saragozza | 2-3 | Castellón           |
| Real Murcia    | 1-2 | Deportivo La Coruña |

## Playout
| Barakaldo | 4-3 | Langreano |
| Córdoba   | 1-2 | Elche     |

## Verdetti
- Granada e  Real Sociedad promosse in Primera División spagnola 1941-1942.
- Castellón e  Deportivo La Coruña promosse in Primera División spagnola 1941-1942 dopo i playoff.
- Real Avilés e  Badalona retrocesse in Tercera División.
- Córdoba retrocesso in Tercera División dopo i playout.